# Lauriergracht 37
Lauriergracht 37 is een gebouw aan de Lauriergracht in Amsterdam-Centrum.
De gracht met omliggende bebouwing dateert uit het begin van de 17e eeuw, wanneer Amsterdam bezig is met zijn Derde Uitleg. De oorspronkelijke bebouwing zou in de eeuwen daarna deels verdwijnen en vervangen worden door nieuwbouw. Het adres kreeg in de 19e eeuw enige bekendheid toen Eduard Douwes Dekker onder zijn pseudoniem Multatuli het gebouw in Max Havelaar (eerste hoofdstuk, regel 1) noemde als adres van de vestiging van de makelaar in koffie Batavus Droogstoppel:
Ik ben makelaar in koffie, en woon op de Lauriergracht no. 37
In de periode van schrijven in 1859 stonden op de hoek vier grachtenpanden, zoals die wel vaker aan deze gracht aangetroffen werden. De huisjes hadden alle verschillende geveltjes, breedtes en hoogtes. Maar de huisnummers bestonden nog niet; de adressen werden toen aangeduid als FF 271-274. Wanneer Amsterdam de buurtnummers vervangt door huisnummers krijgen ze de adressen 31-37. De reeks begon aan de Konijnenstraat en eindigde op gebouw nummer 39 van een Lutherse stichting. 
In 1890 kochten de "Arme Zusters van Het Goddelijk Kind" de gebouwen aan. Ze was onderdeel van "Zusters van de Voorzienigheid", die zorgden voor opvang van jeugdige vrouwelijke wezen en halfwezen. De gebouwtjes werden nog (deels) vastgelegd door fotograaf George Hendrik Breitner (jaren 1890) en tekenaar Herman Misset (1909).
De gehele reeks tussen 31 en 37 werd in de periode 1928/1929 op verzoek van de toenmalige eigenaar "Stichting Sint Hieronymus Aemillianus" gesloopt om plaats te maken voor een meisjespensionaat:
Oprichten van één perceel op het na slooping van bovengenoemde perceelen vrijgekomen terrein, met bestemming daarvan tot meisjespensionaat.
Onder ontwerp van architect Jan Kuijt werd inderdaad een pensionaat annex kloosterschool neergezet, dat sterk afwijkt van de overige gebouwen in de omgeving. Het kent aan de kade een vrije platte en hoge gevel, en lijkt van geringe diepte. De raamrijen en –assen vormen een strak rooster in de voorgevel, slechts onderbroken door de toegang. In 1991 verkocht De Voorzienigheid het complex en het werd omgebouwd tot appartementencomplex. Naast de toegangsdeur evenwel werd ter herinnering aan de literaire geschiedenis een plaquette geplaatst.
Over de Lauriergracht ligt bij huisnummers 69 en 71 de Batavus Droogstoppelbrug.

## Afbeeldingen

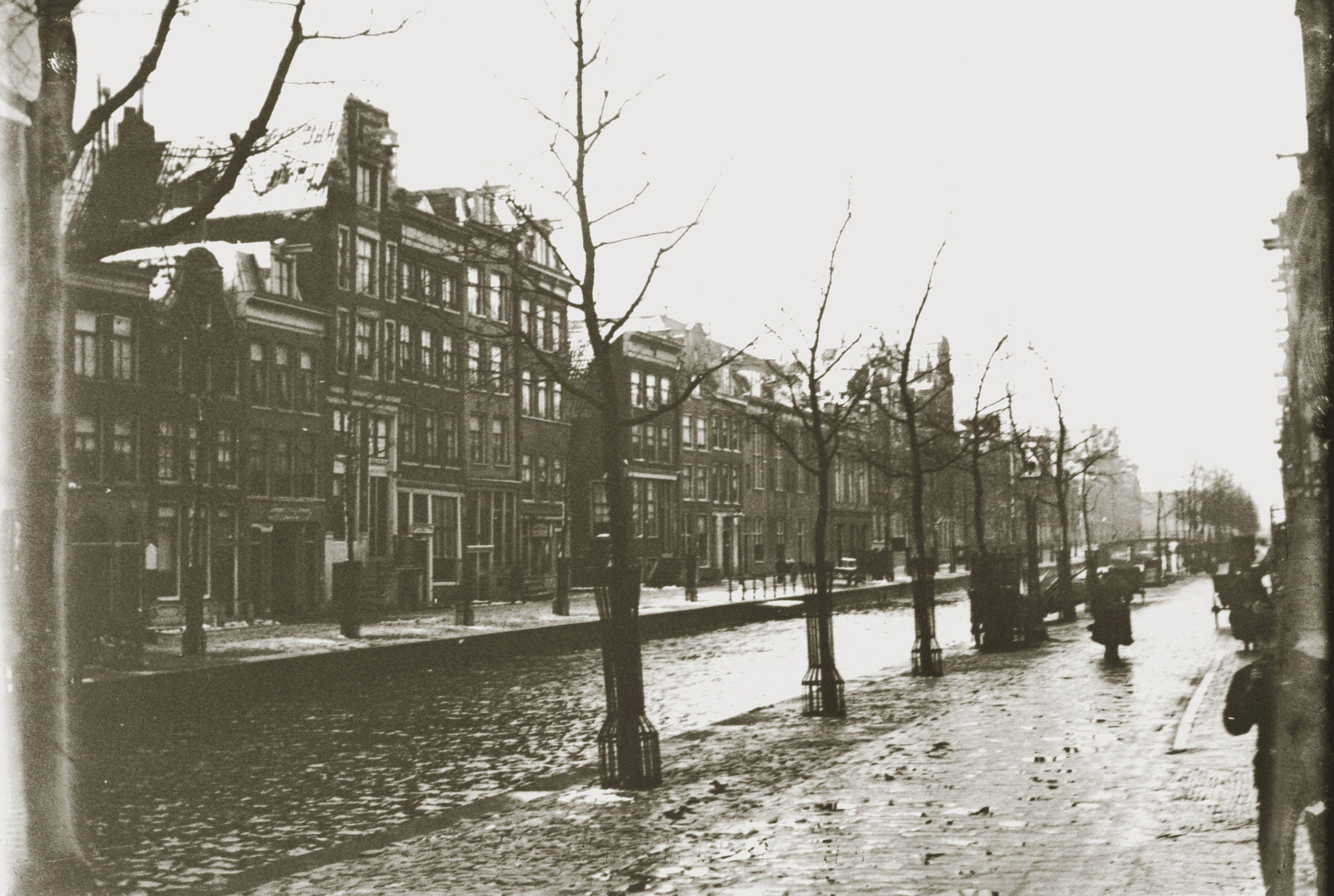
Zuidelijke gevelwand Lauriergracht met in het midden de Konijnenstraat (1894-1898)]
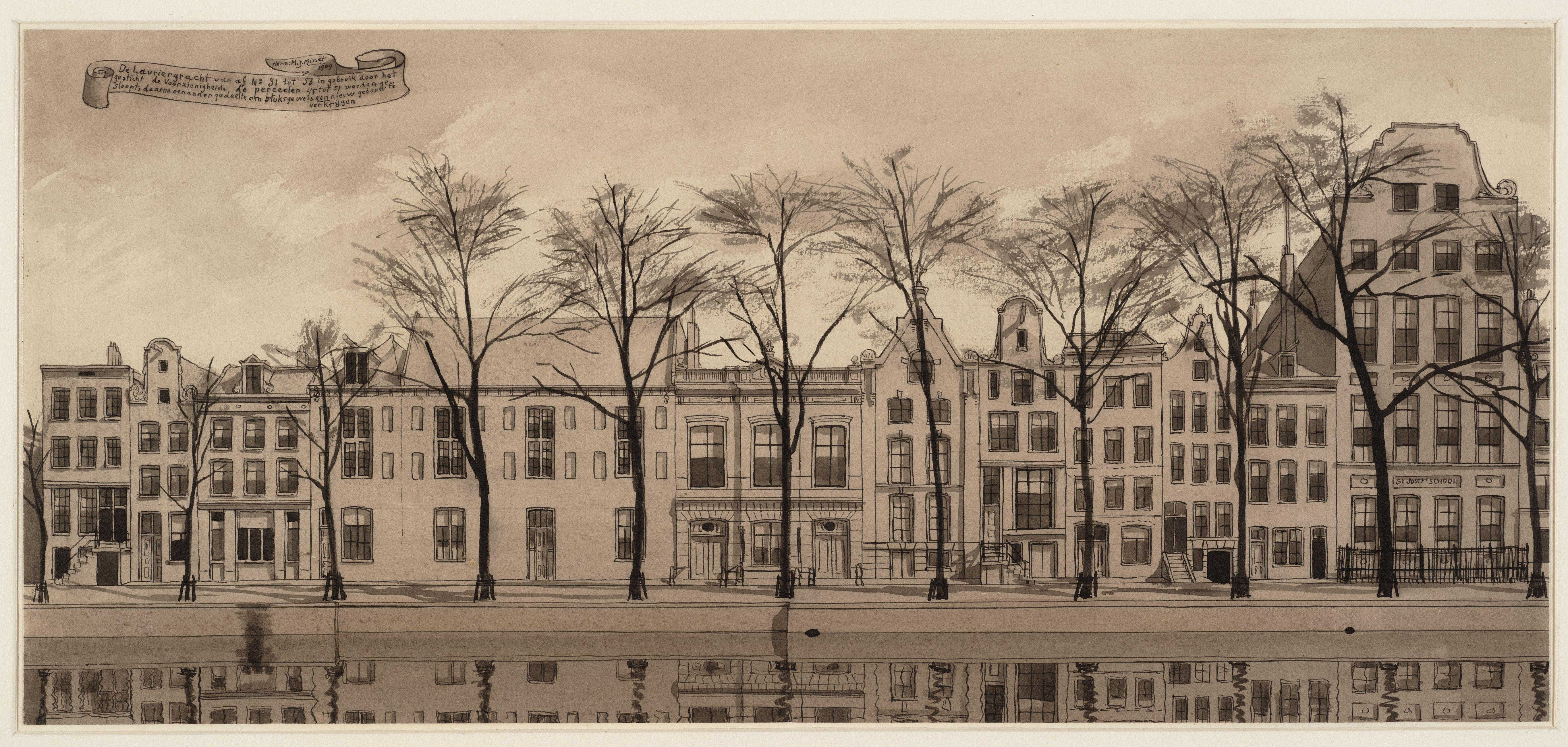
Links van het brede gebouw de gebouwen Lauriergracht 31-37 met daarnaast de ingang van de Konijnenstraat (Misset 1909)
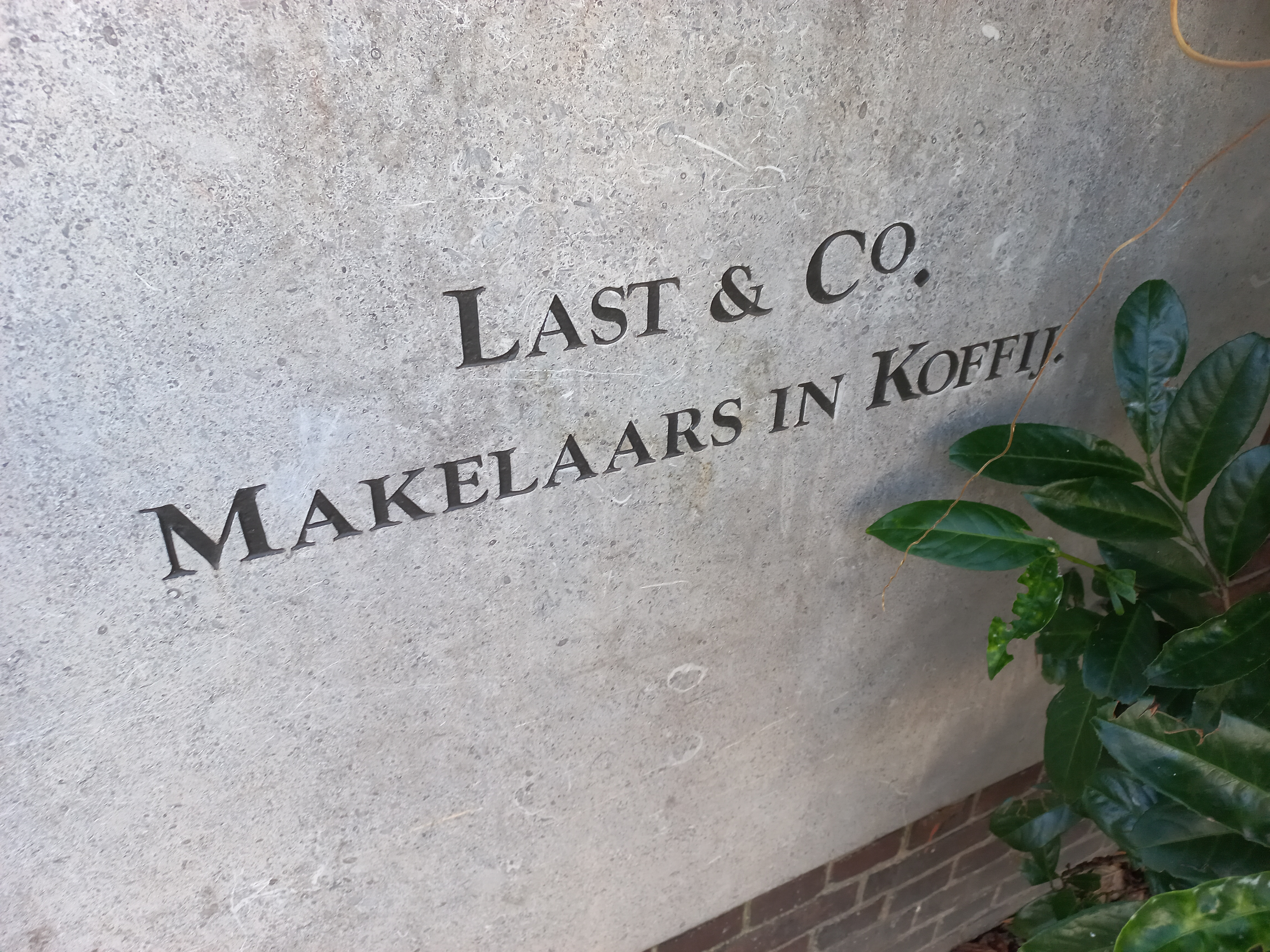
Mededeling: Makelaar in koffij (oktober 2022)